# Moszakspin
De moszakspin (Clubiona trivialis) is een spin uit de familie struikzakspinnen (Clubionidae).
De moszakspin heeft een holarctisch voorkomen. Het is een kleine roodachtige spin die wordt gevonden op lage vegetatie.